# Asplenium microtum
Asplenium microtum är en svartbräkenväxtart som beskrevs av William Ralph Maxon. Asplenium microtum ingår i släktet Asplenium och familjen Aspleniaceae. Inga underarter finns listade.